# Oxydia chalybeata
Oxydia chalybeata là một loài bướm đêm trong họ Geometridae.